# Cserháti József (püspök)
Cserháti József (Lengyel, 1914. április 19. – Pécs, 1994. április 12.) római katolikus pap, pécsi megyés püspök.

## Pályafutása
1914. április 19-én született a Tolna vármegyei Lengyelen. Elemi iskoláit szülőfalujában végezte, gimnáziumba Bonyhádon, majd Pécsen a Ciszterci Rend Nagy Lajos Gimnáziumába járt. 1930-ban került a pécsi kisszemináriumba. 1934–1942 között a római Collegium Germanicum et Hungaricumban teológiát tanult.
1940. december 1-jén szentelték pappá, Pécsett. 1942-ben „magna cum laude” doktorált Rómában. 1943-tól Újpetrén volt káplán. 1952-től a Győri szemináriumban tanított.
1956-tól a budapesti Hittudományi Akadémia fundamentális teológia tanára volt. 1961. február 24-én a pécsi egyházmegye káptalani helynökévé választották.

### Püspöki pályafutása
1964. szeptember 15-én kinevezték melzi címzetes püspökké és apostoli kormányzóvá. 1964. október 28-án Budapesten püspökké szentelték.
1964-ben és 1965-ben részt vett a II. vatikáni zsinat harmadik és negyedik ülésszakán. „Cserháti részt vehetett a II. vatikáni zsinat harmadik (1964. szeptember 14. – november 21.) és negyedik (1965. szeptember 14. – december 8.) ülésén, így személyes élményeivel gazdagon adhatta tovább az Egyház tanítását. Tankönyvet azonban nem adott ki, de nyomtatásban mégis megjelent egy írása az Egyházról és egy elemzése a zsinatról.” (Forrás: Kránitz Mihály)
1969. január 10-től pécsi megyés püspök volt. Segédpüspökei: dr. Endrey Mihály (1972–1975), dr. Belon Gellért (1982–1987), valamint Mayer Mihály (1988–1989, utóda a megyéspüspöki székben). Főleg német és osztrák kapcsolatai révén sikerült több templomot felújíttatnia. 1970-től A Magyar Püspöki Kar titkára.
II. János Pál pápa elfogadta nyugállományba vonulási kérelmét, majd 1989. november 3-ától nyugállományba vonult.

## Művei
- Az egyház saját tanítása tükrében. Budapest, 1964
- Az egyház és szentségei. A liturgikus reform teológiai alapjai. Budapest, 1972
- Mindennapi kenyér 1973. Idézetek a napi olvasmányokból és szentleckékből, gondolatok és imádságok. Budapest, 1972
- Mindennapi kenyér 1974. Idézetek a napi olvasmányokból és szentleckékből, gondolatok és imádságok. Budapest, 1973
- Mindennapi kenyér 1975. Idézetek a napi olvasmányokból és szentleckékből, gondolatok és imádságok. Budapest, 1974
- A II. vatikáni zsinat tanítása. Szerk. Fábián Árpáddal. Budapest, 1975
- Mindennap együtt az Úrral. Liturgikus szövegek és elmélkedések. 1-3. köt. Budapest, 1975-77
- Teológiai évkönyv. Szerk. Keszthelyi Ferenccel és Nyíri Tamással. Budapest, 1975
- Találkozás Istennel. 1-3. köt. Szerk. Budapest, 1980-81
- Jézus Krisztus a testvérünk. Budapest, 1980
- Másokért élünk. Budapest, 1985
- Keresztények és marxisták. Tiszabábolna, é. n.
- Másokért élünk, egymásnak szolgálunk. Önéletrajzi látképek és felüdítő megállóhelyek; szerzői, Pécs, 1990
- Fényvillanások a hosszú éjszakában. Dokumentációs visszaemlékezések a vallásüldözés harminc évéről. Pécs, 1990

## Díjai
- Pécs Város Díszpolgára (1989)[2]